# 金谷宿

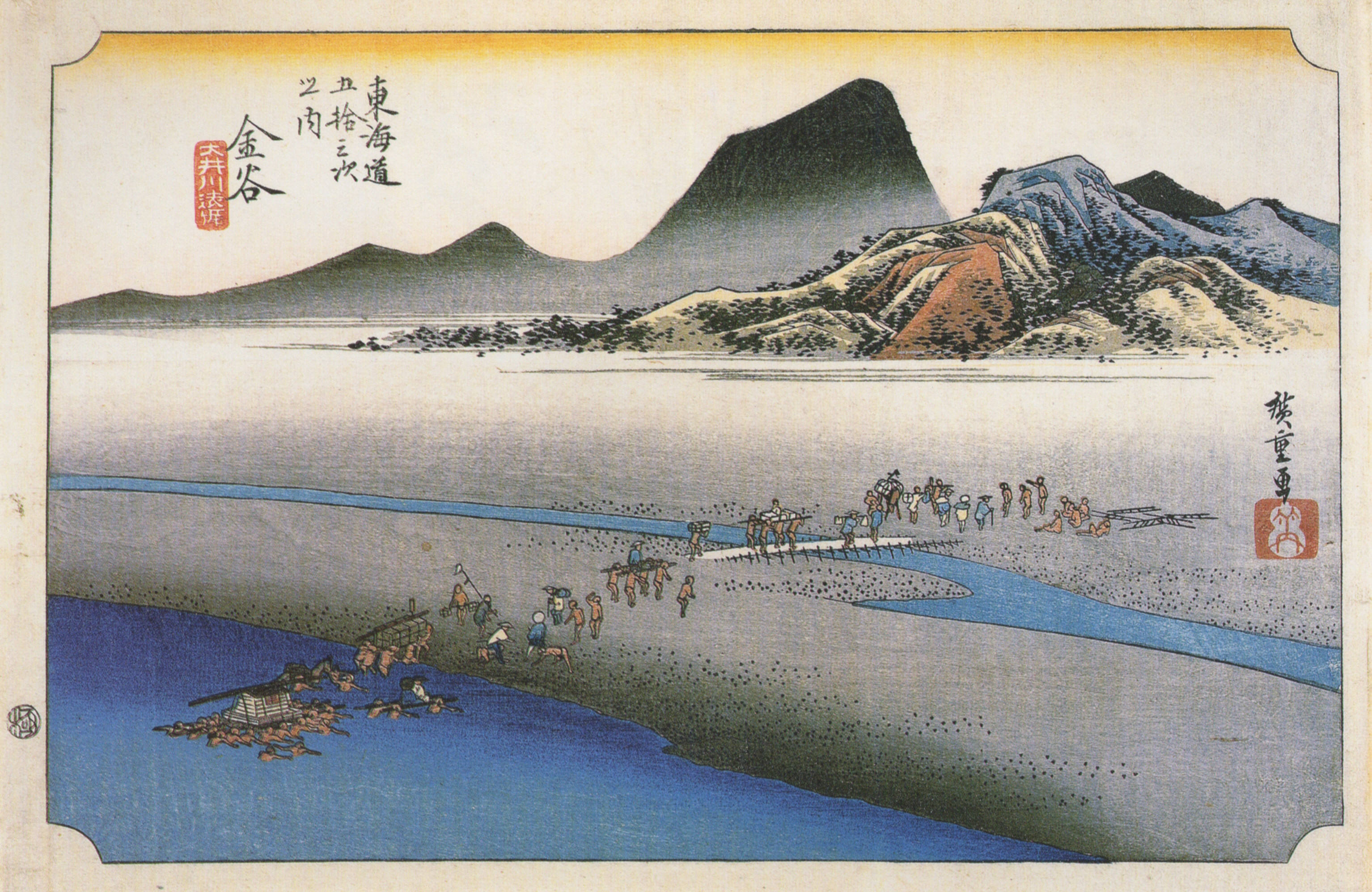
歌川広重『東海道五十三次』「金谷」

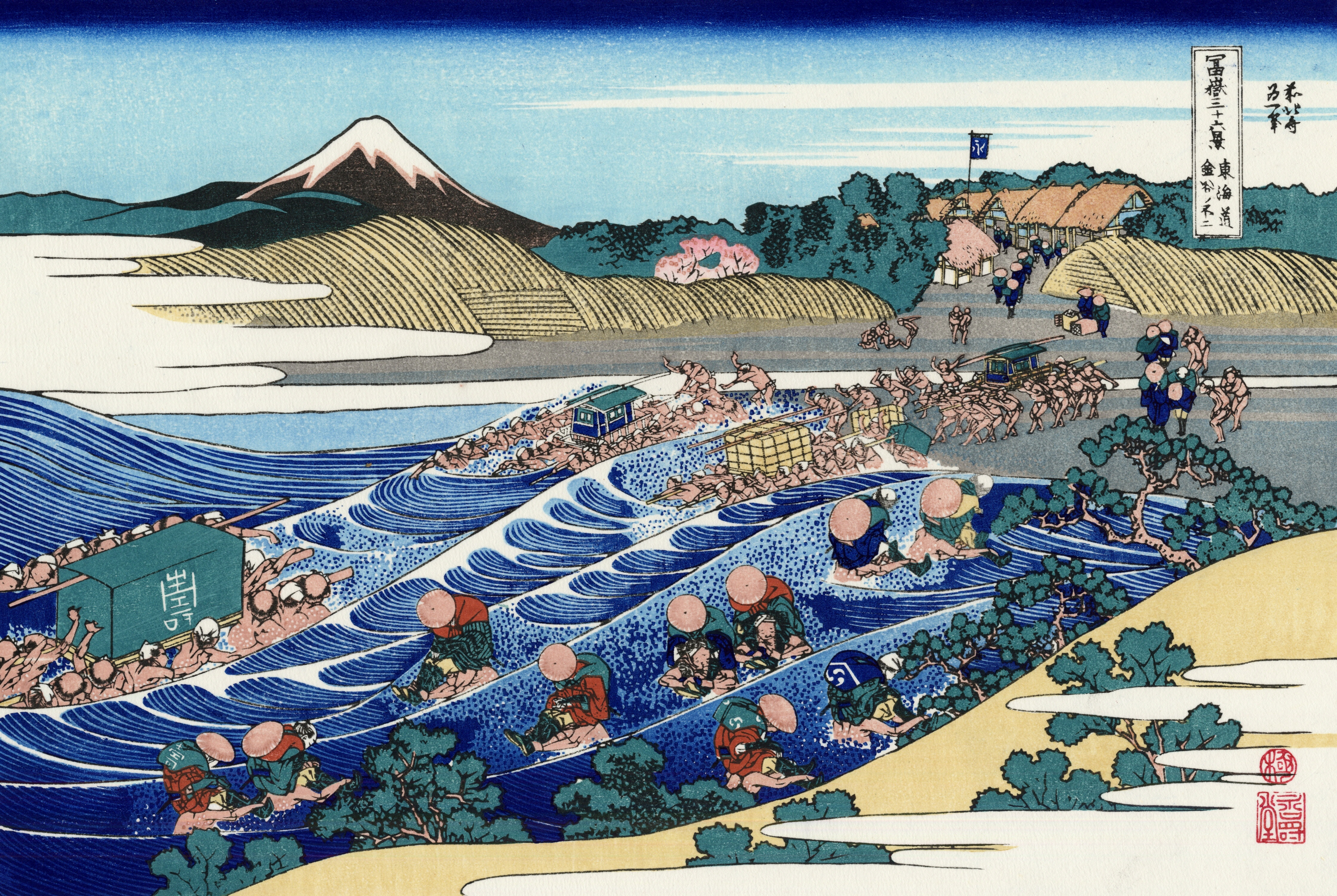
葛飾北斎『冨嶽三十六景』「東海道金谷ノ不二」

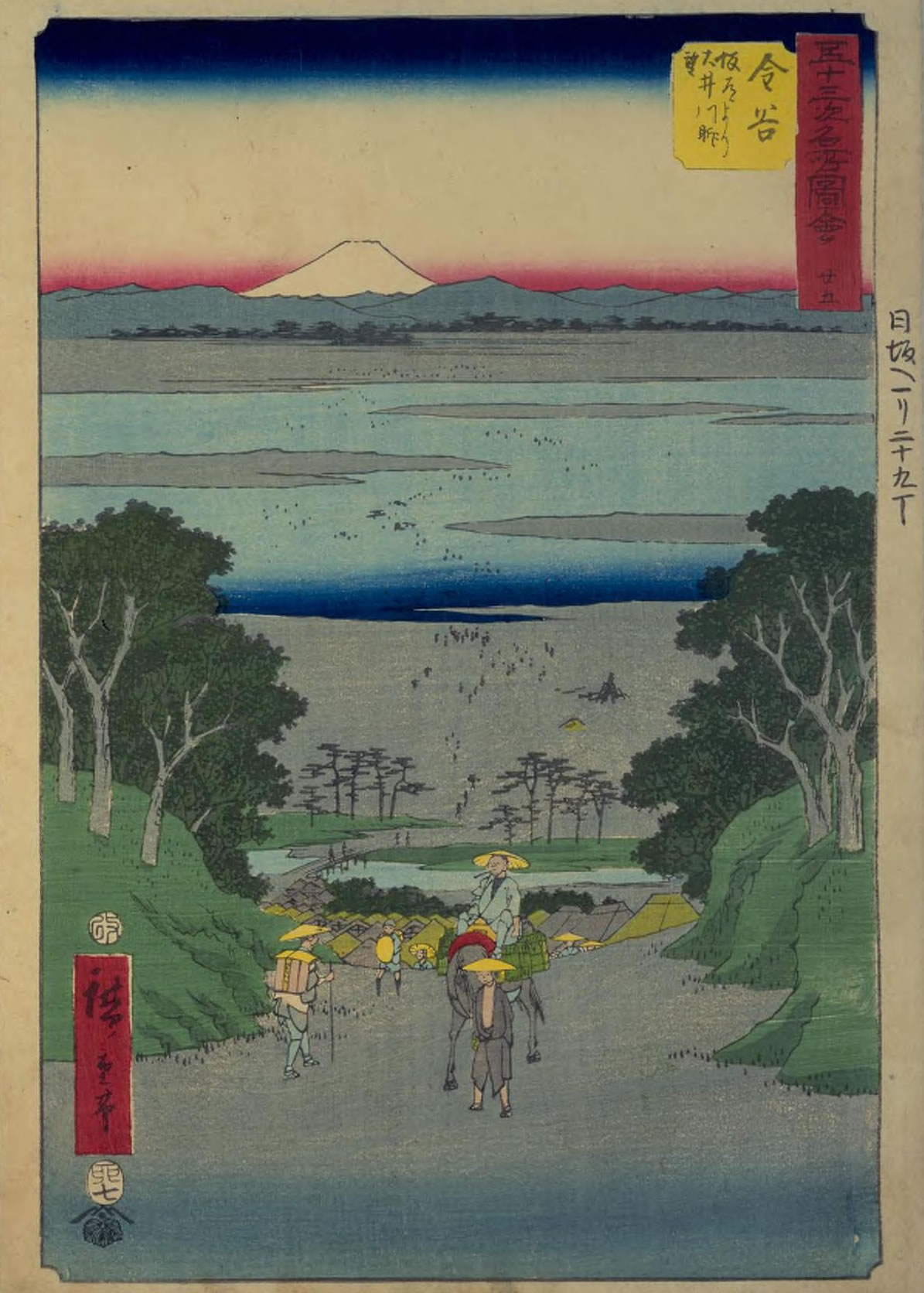
歌川広重『五十三次名所図会』「廿五　金谷」

金谷宿（かなやしゅく、かなやじゅく） は、東海道五十三次の24番目の宿場である。遠江国最東端の宿場町である。

## 概要
現在の静岡県島田市金谷にあたる。大井川の右岸（京都側）にあり、牧之原台地が迫る狭隘な場所であるが、増水で大井川の川越が禁止されると、江戸へ下る旅客が足止めされ、島田宿と同様、さながら江戸のような賑わいをみせた。

## 最寄り駅
- JR東海道本線 金谷駅
- 大井川鐵道 新金谷駅

## 史跡・みどころ

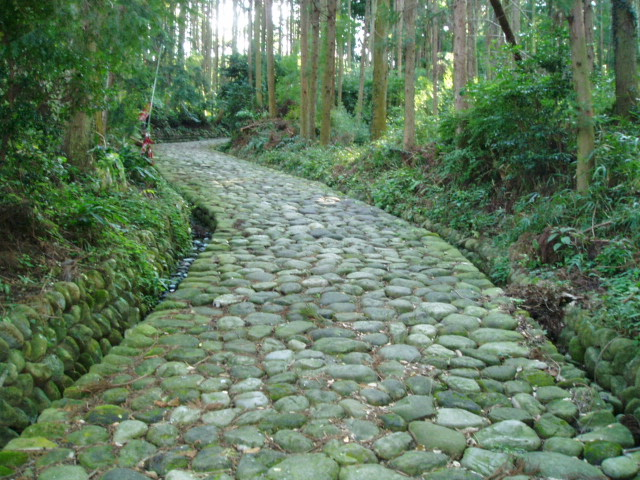
金谷坂石畳。明治以降工事で取り除かれていたが、金谷町（現・島田市）が1991年（平成3年）に再現した。

- 金谷坂石畳[1]。平成5年度手づくり郷土賞（ふるさとの風景にとけこむ道）受賞。

## 関連作品
- 歌川広重『東海道五十三次』「金谷」、『五十三次名所図会』「廿五　金谷」
- 葛飾北斎『冨嶽三十六景』「東海道金谷ノ不二」
- 長唄・荻江節「金谷丹前」[2][3]

## 隣の宿
東海道
島田宿 - 金谷宿 - 日坂宿